# Borgo San Giacomo
Borgo San Giacomo (Borgh San Giàcom in dialetto bresciano) è un comune italiano di 5 577 abitanti della provincia di Brescia in Lombardia. Fino al 1863 si chiamava Gabiano (o Gabbiano), per tale motivo i suoi abitanti si chiamano gabianesi.

## Geografia fisica

### Clima
Il clima a Borgo San Giacomo è mite e moderato, con piovosità significativa durante tutto l'anno.
La temperatura media annuale è di 13,7 °C, essendo luglio il mese con temperature più alte (29,6 °C) e gennaio il mese con temperature più basse (-0,3 °C).
La piovosità media annuale è di 989 mm. In particolare le piogge sono più scarse nel mese di gennaio (54 mm) e più abbondanti nel mese di novembre (114 mm).
| [ 6 ]               | Mesi | Mesi | Mesi | Mesi | Mesi | Mesi | Mesi | Mesi | Mesi | Mesi | Mesi | Mesi | Stagioni | Stagioni | Stagioni | Stagioni | Anno |
| [ 6 ]               | Gen  | Feb  | Mar  | Apr  | Mag  | Giu  | Lug  | Ago  | Set  | Ott  | Nov  | Dic  | Inv      | Pri      | Est      | Aut      | Anno |
| ------------------- | ---- | ---- | ---- | ---- | ---- | ---- | ---- | ---- | ---- | ---- | ---- | ---- | -------- | -------- | -------- | -------- | ---- |
| T. max. media (°C)  | 7    | 9,3  | 14,2 | 18,2 | 22,6 | 27,4 | 29,6 | 29,0 | 23,8 | 18,3 | 12,1 | 7,3  | 7,9      | 18,3     | 28,7     | 18,1     | 18,2 |
| T. min. media (°C)  | −0,3 | 0,4  | 3,8  | 7,8  | 12,2 | 16,9 | 19,3 | 19,2 | 15,0 | 10,8 | 5,6  | 0,7  | 0,3      | 7,9      | 18,5     | 10,5     | 9,3  |
| Precipitazioni (mm) | 54   | 57   | 63   | 87   | 97   | 86   | 69   | 85   | 106  | 108  | 114  | 63   | 174      | 247      | 240      | 328      | 989  |

## Storia

### Simboli
putto dello stesso, accompagnato nel cantone sinistro del capo da due spade del secondo, guarnite d'oro, decussate, con le punte all'insù.
Ornamenti esteriori da Comune.»
Fino al 1863 il paese si denominava Gabiano ed aveva come proprio emblema una voliera, una gabbia, dalla sommità tondeggiante, posta su colonne tornite con alla base la scritta Gabianum, visibile su un fonte battesimale del 1577 nella chiesa parrocchiale di San Giacomo Maggiore.
Lo stemma attuale, con il biscione visconteo, venne approvato con delibera del consiglio comunale del 21 luglio 1954 ma nel 1956 venne bocciato dall'Ufficio araldico presso la Presidenza del Consiglio dei Ministri poiché non lo si ritenne suffragato da ricerche storiche sufficienti. Il Comune di Borgo San Giacomo decise di adottarlo comunque.
Il gonfalone è un drappo di azzurro.

## Monumenti e luoghi d'interesse

### Borgo San Giacomo
- Chiesa dell'Immacolata. Edificio sacro di origine medioevale già ricordato in atti vescovili del 1300 e dedicato inizialmente a San Giacomo. Fu la chiesa parrocchiale dell'antico Gabiano sino agli inizi del 1600. Venne dedicata all'Immacolata Concezione di Maria dopo che si costruì la nuova parrocchiale in seguito alla visita pastorale del cardinale Carlo Borromeo.
- Chiesa parrocchiale di San Giacomo. È una chiesa costruita fra il 1594 e il 1609, forse su progetto del Bagnadore: fu consacrata l'8 giugno 1625 dal vescovo di Zante Michele Varoglio. All'interno sono presenti l'altar maggiore eretto nel 1751 in sostituzione del primitivo del 1604, l'altare del Santissimo Sacramento eretto nel 1604, l'altare della Madonna detto anche della Scola eretto nel 1691, l'altare del Suffragio o di Tutti i Santi eretto nel 1604 e l'altare della Santa Croce eretto nel 1720 per conservarvi due frammenti della Santa Croce. Sull'altare del Santissimo Sacramento si innalza una monumentale soasa che incornicia degnamente l'Ultima Cena opera di Giovanni Gandino il vecchio. Il quadro centrale dell'altare della Madonna rappresenta l'episodio della Circoncisione di Gesù di Francesco Boccaccino. Tra i reperti del Cinquecento: la vasca marmorea del Battistero (1577), appartenente alla precedente chiesa parrocchiale.
- Chiesa di San Rocco o della Madonna del Rosario. Chiesa sussidiaria edificata a partire dal 1479, in adempimento di un voto popolare dopo la peste nera del 1476-79. Posta a metà del 1500 sotto il giuspatronato della famiglia Marcandone, passò verso la fine del 1600 sotto quello dei nobili Canipari che la ingrandirono e ristrutturarono agli inizi del 1700.
- Chiesa di San Genesio. La sua origine risale almeno al 1200 e fu chiesa parrocchiale che era dotata di un proprio Beneficio che nel 1463 era in possesso del patrizio veneto Melchiorre Gritti; questi vi rinunciò perché fosse unito al beneficio della chiesa di San Giacomo. Formando dei due benefici l'unico beneficio parrocchiale, il vescovo imponeva al parroco l'obbligo di mantenere a sue spese un altro sacerdote cappellano come suo coadiutore nella cura d'anime. La chiesa attuale è una costruzione quattrocentesca rimaneggiata nei secoli successivi e restaurata nel 1908. L'unica parte primitiva rimasta intatta è l'elegante portichetto quattrocentesco sul fianco settentrionale della chiesa, in fondo al quale è stato eretto nel 1550 il tradizionale Sepolcro o Compianto con dieci statue di legno. Vi sono avanzi di numerosissimi affreschi quattrocenteschi nello stesso portichetto e nella sacrestia, nei quali il mimo San Genesio è rappresentato mentre suona il violino come un artista ambulante. Nella chiesa vi erano due statue lignee di San Fermo e di San Genesio del 1475, trasportate da tempo nella chiesa dell'Immacolata Concezione del Castello.
- Camposanto settecentesco del Sagrato. Completato nel 1778 e chiamato in origine Camposanto di San Giacomo, divenne poi comunemente noto come il "Sagrato". Ancora perfettamente conservato, ha la forma di elegantissimo chiostro con porticati, con una cappella centrale e la facciata rivolta verso la strada. Emanata nel 1806 la legge napoleonica che proibiva il seppellimento dei defunti all'interno del centro abitato, il Camposanto del Sagrato venne abbandonato definitivamente nel 1822. Pur abbandonato, il vecchio camposanto rimase circondato dal rispetto e dalla venerazione dei gabianesi tanto che lo vollero conservato con cura non solo per la preziosità dello stesso, ma per il fatto che in questo sacro luogo si conservavano i resti dei loro trapassati.
- Oratorio di San Domenico Savio. Inaugurato dal vescovo di Crema mons. Manziana il 24 settembre 1966 e benedetto dal vescovo di Brescia mons. Morstabilini il 2 ottobre successivo.

### Padernello

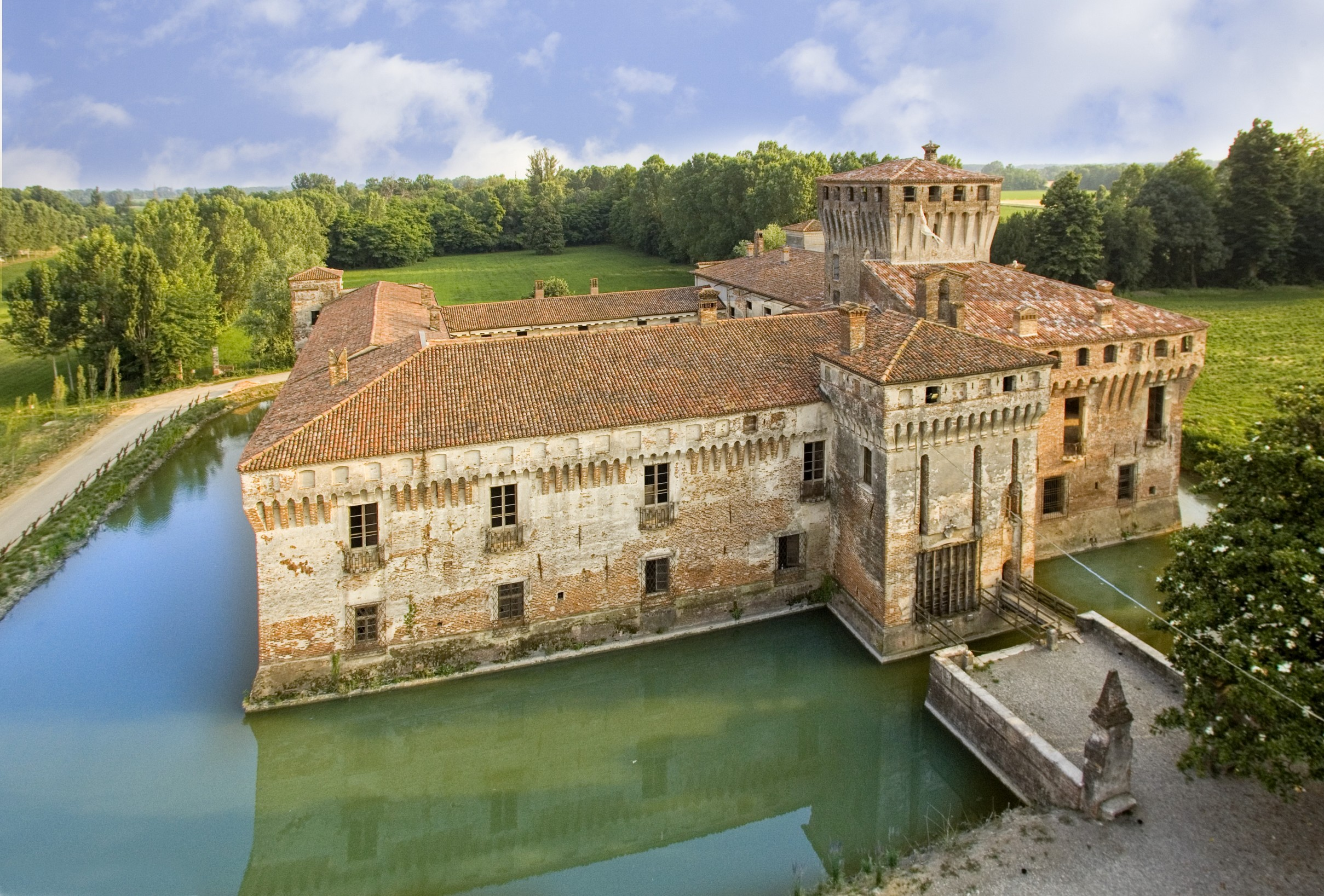
Castello di Padernello

- Castello di Padernello. Ricostruito nel 1485 ad opera del conte Bernardino Martinengo.[8]
- Chiesa parrocchiale di Santa Maria in Valverde.
- Chiesetta del Santissimo Redentore.

### Acqualunga
- Palazzo Della Volta.
- Palazzo Fé d'Ostiani.
- Chiesa parrocchiale di Santa Maria Maddalena.
- Chiesa di San Giuseppe.

### Farfengo
- Chiesa parrocchiale di San Martino. Edificio ecclesiale di epoca romanica. Nelle sue linee attuali risale al 1445. La chiesa presenta una sola navata con tre grandi arcate a sesto. La chiesa venne restaurata e decorata nel 1890-91. L'altare maggiore in marmo fu eretto nel 1765. La pala dell'abside San Martino a cavallo è attribuita dal Paglia a Pietro Rosa.

### Motella
- Mulino medievale. È visitabile e funzionante.
- Chiesa parrocchiale dei Santi Fabiano e Sebastiano. La chiesa parrocchiale venne costruita fra la fine del Quattrocento e gli inizi del Cinquecento. Di essa, in parte demolita nel 1770 e completamente distrutta sulla fine del 1800, rimangono solo alcuni frammenti architettonici. Ricostruita a partire dal 1770, la chiesa parrocchiale nuova veniva inaugurata nel 1780. Sembra che l'architetto fosse il celebre abate Antonio Marchetti.
- Castello della Motella. La parte più antica del castello di Motella (costruito probabilmente nel 1395) si sviluppava su un regolare perimetro rettangolare alzandosi in due piani, con un ampio attico superiore. Era circondato da un fossato alimentato dalla roggia Mulino. Aveva la facciata ad est affrescata, facciata che venne poi coperta verso il 1542 con un porticato con piano nobile. Nel Cinquecento e nel Seicento il castello venne ampliato oltre che ad est anche a sud. Ridotto poi negli ultimi decenni a magazzino e deposito, venne in parte restaurato nella copertura nel 1981.

## Società

### Evoluzione demografica
Abitanti censiti

### Etnie e minoranze straniere
Secondo i dati ISTAT al 31 dicembre 2009 la popolazione straniera residente era di 932 persone. Le nazionalità maggiormente rappresentate in base alla loro percentuale sul totale della popolazione residente erano:
- India 514 9,36%
- Marocco 96 1,75%
- Repubblica di Macedonia 71 1,29%

### Lingue e dialetti
Nel territorio di Borgo San Giacomo, accanto all'italiano, è parlata la lingua lombarda prevalentemente nella sua variante di dialetto bresciano.

## Amministrazione
| Periodo         | Periodo         | Primo cittadino    | Partito                              | Carica  | Note                        |
| --------------- | --------------- | ------------------ | ------------------------------------ | ------- | --------------------------- |
| 28 maggio 1985  | 21 maggio 1990  | Agostino Garda     | Democrazia Cristiana                 | Sindaco | [ 10 ]                      |
| 21 maggio 1990  | 30 ottobre 1992 | Giancarlo Baviera  | lista civica "Per Borgo San Giacomo" | Sindaco | [ 10 ]                      |
| 7 novembre 1992 | 24 aprile 1995  | Paola Bassini      | lista civica "Per Borgo San Giacomo" | Sindaco | [ 10 ]                      |
| 24 aprile 1995  | 14 giugno 1999  | Massimo Bonizzardi | lista civica di centro               | Sindaco | [ 11 ] [ 12 ]               |
| 14 giugno 1999  | 8 giugno 2009   | Giuseppe Lama      | lista civica "Per Borgo San Giacomo" | Sindaco | [ 13 ] [ 14 ] [ 15 ] [ 16 ] |
| 8 giugno 2009   | 26 maggio 2014  | Giovanni Sora      | Il Popolo della Libertà-Lega Nord    | Sindaco | [ 17 ] [ 18 ]               |
| 26 maggio 2014  | 9 giugno 2024   | Giuseppe Lama      | lista civica "Per Borgo San Giacomo" | Sindaco | [ 19 ] [ 20 ] [ 21 ]        |
| 9 giugno 2024   | in carica       | Davide Pellini     | lista civica "Per Borgo San Giacomo" | Sindaco | [ 22 ]                      |